# اسکیبیاس
اسکیبیاس (به اسپانیایی: Esquivias) یک شهرستان در اسپانیا است که در استان تولدو واقع شده‌است.

## خصوصیات
اسکیبیاس ۲۵ کیلومترمربع مساحت و ۴٬۸۱۲ نفر جمعیت دارد و ۵۸۰ متر بالاتر از سطح دریا واقع شده‌است.